# Dyskografia Paramore
Artykuł przedstawia całkowitą dyskografię amerykańskiego zespołu rockowego Paramore. Grupa w sumie wydała sześć albumów studyjnych, dwadzieścia trzy single oraz dwadzieścia dwa teledyski, dzięki wytwórni Warner Music.
Zespół powstał w roku 2004, w miejscowości Franklin z inicjatywy pięciu muzyków. Rok później, Paramore podpisał kontrakt płytowy z wytwórnią Fueled by Ramen, podwytwórnią Warner Music na wydanie albumu studyjnego All We Know Is Falling. Wydawnictwo promowały trzy single, które nie były notowane na oficjalnych listach przebojów. Album odznaczony został certyfikatem złotej płyty przez British Phonographic Industry; w rodzimym kraju grupy nie był notowany w zestawieniu Billboard 200.
Przełomowym albumem w karierze zespołu stało się wydawnictwo Riot! z czerwca 2007 roku, które zyskało komercyjny sukces będąc notowane na oficjalnych listach sprzedaży oraz zyskując status podwójnie platynowej płyty przyznany przez Recording Industry Association of America. Pierwszy singel promujący album „Misery Business”, stał się pierwszą notowaną piosenką grupy na oficjalnej liście najpopularniejszych utworów w Stanach Zjednoczonych. W roku 2008 zespół Paramore skomponował dwie piosenki na ścieżkę dźwiękową filmu Zmierzch; jedna z nich „Decode” stała się oficjalnym utworem promującym ścieżkę muzyczną filmu. Trzeci album studyjny grupy, Brand New Eyes wydany został w 2009 roku i zadebiutował na pozycji #2 zestawienia Billboard 200, zyskując certyfikat platynowej płyty w rodzimym kraju muzyków. W kwietniu 2013 na rynkach muzycznych ukazał się czwarty album studyjny, Paramore. Wydawnictwo zadebiutowało na szczytach zestawień najlepiej sprzedających się albumów w Australii, Wielkiej Brytanii oraz Stanach Zjednoczonych. W 2017 został wydany piąty studyjny album grupy Paramore o nazwie After Laughter. Nagrany został w słynnych studiach RCA Studio B w Nashville. To pierwsza sesja nagraniowa kapeli w mieście, w którym spędza ona większość czasu, gdy nie koncertuje. "After Laughter" jest płytą szczególną z tego względu, że pojawia się na niej Zac Farro, jeden z założycieli grupy, który odszedł z niej w 2010 roku. 

## Albumy studyjne
| Rok                                                | Album | Najwyższe pozycje na listach | Najwyższe pozycje na listach | Najwyższe pozycje na listach | Najwyższe pozycje na listach | Najwyższe pozycje na listach | Najwyższe pozycje na listach | Najwyższe pozycje na listach | Najwyższe pozycje na listach | Najwyższe pozycje na listach | Najwyższe pozycje na listach | Sprzedaż                                                                       | Certyfikat |
| Rok                                                | Album | POL                          | USA                          | AUS                          | AUT                          | CAN                          | GER                          | IRL                          | NLD                          | NZL                          | GBR                          | Sprzedaż                                                                       | Certyfikat |
| -------------------------------------------------- | --- | ---------------------------- | ---------------------------- | ---------------------------- | ---------------------------- | ---------------------------- | ---------------------------- | ---------------------------- | ---------------------------- | ---------------------------- | ---------------------------- | ------------------------------------------------------------------------------ | --- |
| 2005                                               | All We Know Is Falling - Wydany: 26 lipca 2005 - Wytwórnia: Fueled by Ramen - Format: CD, LP, digital download | –                            | –                            | –                            | –                            | –                            | –                            | –                            | –                            | –                            | 51                           | - USA: 500 000+ - GBR: 100 000+ - AUS: 35 000+                                 | - USA: złota płyta - GBR: złota płyta - AUS: złota płyta                                                      |
| 2007                                               | Riot! - Wydany: 12 czerwca 2007 - Wytwórnia: Fueled by Ramen - Format: CD, LP, digital download                | –                            | 15                           | 47                           | 66                           | –                            | 63                           | 53                           | 61                           | 15                           | 24                           | - USA: 3 000 000+ - GBR: 300 000+ - AUS: 70 000+ - CAN: 50 000+ - NZL: 7 500+  | - USA: 3x platynowa płyta - GBR: platynowa płyta - AUS: platynowa płyta - CAN: złota płyta - NZL: złota płyta |
| 2009                                               | Brand New Eyes - Wydany: 29 września 2009 - Wytwórnia: Fueled by Ramen - Format: CD, LP, digital download      | –                            | 2                            | 1                            | 6                            | 3                            | 7                            | 1                            | 23                           | 1                            | 1                            | - USA: 1 000 000+ - GBR: 300 000+ - AUS: 70 000+ - CAN: 40 000+ - BRA: 30 000+ | - USA: platynowa płyta - GBR: platynowa płyta - AUS: platynowa płyta - CAN: złota płyta - BRA: złota płyta    |
| 2013                                               | Paramore - Wydany: 9 kwietnia 2013 - Wytwórnia: Fueled by Ramen, Atlantic - Format: CD, LP, digital download   | 26                           | 1                            | 1                            | 13                           | 3                            | 8                            | 1                            | 18                           | 1                            | 1                            | - USA: 1 000 000+ - GBR: 300 000+ - CAN: 80 000+ - AUS: 35 000+ - NZL: 7 500+  | - USA: platynowa płyta - GBR: platynowa płyta - CAN: platynowa płyta - AUS: złota płyta - NZL: złota płyta    |
| 2017                                               | After Laughter - Wydany: 12 maja 2017 - Wytwórnia: Fueled by Ramen - Format: CD, LP, digital download          | –                            | 1                            | 3                            | 10                           | 9                            | 18                           | 4                            | –                            | 7                            | 4                            | - USA: 500 000+ - GBR: 100 000+                                                | - USA: złota płyta - GBR: złota płyta                                                                         |
| 2023                                               | This Is Why - Wydany: 10 lutego 2023 - Wytwórnia: Atlantic - Format: CD, LP, CC, digital download              |                              |                              |                              |                              |                              |                              |                              |                              |                              |                              |                                                                                | |
| „–” album nie był notowany, bądź nie został wydany | |                              |                              |                              |                              |                              |                              |                              |                              |                              |                              |                                                                                | |

## Albumy koncertowe
| 2008                                               | Live in the UK 2008 - Wydany: 30 stycznia 2008 - Wytwórnia: Fueled by Ramen - Format: CD, digital download            | –  | –  | – | –   |                                              |                                                              |
| 2008                                               | The Final Riot! - Wydany: 25 listopada 2008 - Wytwórnia: Fueled by Ramen - Format: CD, DVD, Blu-ray, digital download | 88 | 38 | – | 153 | - USA: 50 000+ - GBR: 25 000+ - CAN: 10 000+ | - USA: złota płyta - GBR: złota płyta - CAN: platynowa płyta |
| „–” album nie był notowany, bądź nie został wydany | |    |    |   |     |                                              |                                                              |

## Minialbumy
- The Summer Tic EP (2006)
- 2010 Summer Tour EP (2010)
- The Only Exception EP (2010)
- Singles Club (2011)
- The Holiday Sessions (2013)
- Ain’t It Fun Remixes (2014)[35]

## Single
| Rok                                                 | Tytuł                   | Najwyższe pozycje na listach | Najwyższe pozycje na listach | Najwyższe pozycje na listach | Najwyższe pozycje na listach | Najwyższe pozycje na listach | Najwyższe pozycje na listach | Najwyższe pozycje na listach | Najwyższe pozycje na listach | Najwyższe pozycje na listach | Certyfikat                                                                                       | Album                     |
| Rok                                                 | Tytuł                   | USA                          | USA Alt                      | AUS                          | AUT                          | CAN                          | GER                          | IRL                          | NZL                          | GBR                          | Certyfikat                                                                                       | Album                     |
| --------------------------------------------------- | ----------------------- | ---------------------------- | ---------------------------- | ---------------------------- | ---------------------------- | ---------------------------- | ---------------------------- | ---------------------------- | ---------------------------- | ---------------------------- | ------------------------------------------------------------------------------------------------ | ------------------------- |
| 2005                                                | „Pressure”              | –                            | –                            | –                            | –                            | –                            | –                            | –                            | –                            | –                            | - USA: złota płyta                                                                               | All We Know Is Falling    |
| 2006                                                | „Emergency”             | –                            | –                            | –                            | –                            | –                            | –                            | –                            | –                            | –                            |                                                                                                  | All We Know Is Falling    |
| 2006                                                | „All We Know”           | –                            | –                            | –                            | –                            | –                            | –                            | –                            | –                            | –                            |                                                                                                  | All We Know Is Falling    |
| 2007                                                | „Misery Business”       | 26                           | 3                            | 65                           | –                            | 67                           | 79                           | –                            | –                            | 17                           | - USA: 6x platynowa płyta - GBR: 2x platynowa płyta - AUS: 3x platynowa płyta                    | Riot!                     |
| 2007                                                | „Hallelujah”            | –                            | –                            | –                            | –                            | –                            | –                            | –                            | –                            | 139                          |                                                                                                  | Riot!                     |
| 2007                                                | „Crushcrushcrush”       | 54                           | 4                            | –                            | –                            | –                            | –                            | –                            | 32                           | 61                           | - USA: platynowa płyta - GBR: srebrna płyta                                                      | Riot!                     |
| 2008                                                | „That’s What You Get”   | 66                           | 36                           | –                            | –                            | 92                           | –                            | –                            | 35                           | 55                           | - USA: platynowa płyta - GBR: srebrna płyta                                                      | Riot!                     |
| 2008                                                | „Decode”                | 33                           | 5                            | 12                           | 59                           | 48                           | 47                           | –                            | 15                           | 52                           | - USA: 2x platynowa płyta - GBR: złota płyta - AUS: platynowa płyta - NZL: złota płyta           | Twilight soundtrack       |
| 2009                                                | „Ignorance”             | 67                           | 7                            | 35                           | 17                           | 96                           | 42                           | 49                           | 32                           | 14                           | - USA: złota płyta - GBR: złota płyta - AUS: platynowa płyta                                     | Brand New Eyes            |
| 2009                                                | „Brick by Boring Brick” | –                            | 9                            | 85                           | –                            | –                            | –                            | –                            | 29                           | 85                           | - GBR: srebrna płyta                                                                             | Brand New Eyes            |
| 2010                                                | „The Only Exception”    | 24                           | –                            | 17                           | –                            | 25                           | –                            | 28                           | 13                           | 31                           | - USA: 2x platynowa płyta - GBR: złota płyta - AUS: 2x platynowa płyta - NZL: złota płyta        | Brand New Eyes            |
| 2010                                                | „Careful”               | 78                           | 37                           | 89                           | –                            | –                            | –                            | –                            | –                            | 108                          |                                                                                                  | Brand New Eyes            |
| 2010                                                | „Playing God”           | –                            | –                            | –                            | –                            | –                            | –                            | –                            | –                            | 103                          |                                                                                                  | Brand New Eyes            |
| 2011                                                | „Monster”               | 36                           | 23                           | –                            | –                            | 55                           | –                            | –                            | 23                           | 21                           | - USA: złota płyta                                                                               | Transformers 3 soundtrack |
| 2013                                                | „Now”                   | –                            | 13                           | 86                           | –                            | –                            | –                            | –                            | –                            | 39                           |                                                                                                  | Paramore                  |
| 2013                                                | „Still Into You”        | 24                           | –                            | 5                            | –                            | 58                           | –                            | 6                            | 14                           | 15                           | - USA: 2x platynowa płyta - GBR: platynowa płyta - AUS: 5x platynowa płyta - CAN: złota płyta    | Paramore                  |
| 2013                                                | „Daydreaming”           | –                            | –                            | –                            | –                            | –                            | –                            | –                            | –                            | –                            |                                                                                                  | Paramore                  |
| 2014                                                | „Ain’t It Fun”          | 10                           | –                            | 32                           | –                            | 27                           | –                            | 55                           | –                            | 147                          | - USA: 3x platynowa płyta - GBR: złota płyta - CAN: 2x platynowa płyta - AUS: 2x platynowa płyta | Paramore                  |
| 2017                                                | „Hard Times”            | 90                           | 28                           | 61                           | –                            | 65                           | –                            | 54                           | –                            | 34                           | - USA: złota płyta - GBR: platynowa płyta - AUS: platynowa płyta - POL: złota płyta              | After Laughter            |
| 2017                                                | „Told You So”           |                              |                              |                              |                              |                              |                              |                              |                              |                              |                                                                                                  | After Laughter            |
| 2017                                                | „Fake Happy”            |                              |                              |                              |                              |                              |                              |                              |                              |                              |                                                                                                  | After Laughter            |
| 2018                                                | „Rose-Colored Boy”      |                              |                              |                              |                              |                              |                              |                              |                              |                              |                                                                                                  | After Laughter            |
| 2018                                                | „Caught in the Middle”  |                              |                              |                              |                              |                              |                              |                              |                              |                              |                                                                                                  | After Laughter            |
| 2022                                                | „This Is Why”           |                              |                              |                              |                              |                              |                              |                              |                              |                              |                                                                                                  | This Is Why               |
| „–” singel nie był notowany, bądź nie został wydany |                         |                              |                              |                              |                              |                              |                              |                              |                              |                              |                                                                                                  |                           |

### Inne notowane utwory
| Rok  | Tytuł                     | Pozycja  | Certyfikat           | Album          |
| Rok  | Tytuł                     | GBR Rock | Certyfikat           | Album          |
| ---- | ------------------------- | -------- | -------------------- | -------------- |
| 2009 | „All I Wanted”            | 18       | - GBR: srebrna płyta | Brand New Eyes |
| 2009 | „Looking Up”              | 33       |                      | Brand New Eyes |
| 2009 | „Misguided Ghosts”        | 37       |                      | Brand New Eyes |
| 2009 | „Heaven”                  | 40       |                      | Brand New Eyes |
| 2009 | „Where the Lines Overlap” | 6        |                      | Brand New Eyes |
| 2013 | „Grow Up”                 | 36       |                      | Paramore       |

## Teledyski
| Rok  | Tytuł                                                              | Reżyser                 |
| ---- | ------------------------------------------------------------------ | ----------------------- |
| 2005 | „Pressure”                                                         | Shane Drake             |
| 2006 | „Emergency”                                                        | Shane Drake             |
| 2006 | „All We Know”                                                      | Dan Dobi                |
| 2007 | „Misery Business”                                                  | Shane Drake             |
| 2007 | „Hallelujah”                                                       | Big TV!                 |
| 2007 | „Crushcrushcrush”                                                  | Shane Drake             |
| 2008 | „That's What You Get”                                              | Marcos Siega            |
| 2008 | „Decode”                                                           | Shane Drake             |
| 2009 | „Ignorance”                                                        | Honey                   |
| 2009 | „Brick by Boring Brick”                                            | Meiert Avis             |
| 2010 | „The Only Exception”                                               | Brandon Chesbro         |
| 2010 | „Careful”                                                          | Brandon Chesbro         |
| 2010 | „Playing God”                                                      | Brandon Chesbro         |
| 2011 | „Monster”                                                          | Shane Drake             |
| 2013 | „Now”                                                              | Daniel Campos           |
| 2013 | „Still Into You”                                                   | Isaac Rentz             |
| 2013 | „Anklebiters”                                                      | Jordan Brune            |
| 2013 | „Daydreaming”                                                      | Julian Acosta           |
| 2014 | „Ain't It Fun”                                                     | Sophia Peer             |
| 2014 | „Hate to See Your Heart Break” (z gościnnym udziałem Joy Williams) | Chuck David Willis      |
| 2017 | „Hard Times”                                                       | Andrew Joffe            |
| 2017 | „Told You So”                                                      | Zac Farro, Aaron Joseph |